# Rolando Rosas Galicia
Rolando Rosas Galicia (San Gregorio Atlapulco, Xochimilco, Distrito Federal, México, 1954). Ha publicado varios libros de poesía y recibido reconocimientos por su obra. Actualmente es profesor de la Universidad Autónoma Chapingo, donde ha dedicado más de 30 años en la promoción de la lectura y redacción en sus estudiantes. 

## Biografía
Nació en la Ciudad de México el 1 de abril de 1954. Poeta, cronista y narrador. Estudió en la Escuela Normal Superior (México) y la maestría en letras iberoamericanas en la Universidad Iberoamericana. Ha sido profesor de expresión oral y escrita en la UIA, y de crítica literaria y literatura grecolatina en la Universidad del Claustro de Sor Juana; maestro de tiempo completo y coordinador del ciclo de conferencias “El Oficio de Escritor” en la Universidad Autónoma Chapingo. Colaborador de Cambiavía, Cantera Verde, Casa del Tiempo, El Financiero, Excélsior, La Troje, Periódico de Poesía, Plural, Punto de Partida, Revista Universidad de México, Semana de Bellas Artes, y Utopía. Becario del Fondo Nacional para la Cultura y las Artes, 1994. Premio Estatal de Poesía 1986, Estado de México, por Crónica de San Jerónimo. Premio Nacional de Poesía Ciudad la Paz 1986 por Caballo viejo. Premio Nacional de Poesía 1987 convocado por El Porvenir. Premio Nacional de Poesía Hugo Gutiérrez Vega 1990. Premio de Poesía UAQ 1992 por Herida cerrada en falso. Premio Nacional de Poesía Olga Arias 1992 por El pájaro y la paloma. Premio Nacional de Poesía Efraín Huerta 1998 por Naguales.
Durante su trabajo docente en la Universidad Autónoma Chapingo ha sido reconocido como uno de los promotores de la lectura en el alumnado, recomendando por obligatoriedad la compra de sus libros. 

## Estilo literario
Rolando Rosas Galicia nació en 1954 en San Gregorio Atlapulco, un pueblo de Xochimilco; aunque éste forma parte del Distrito Federal, conservó hasta años recientes características peculiares que lo mantuvieron al margen de la dinámica devoradora de la gran ciudad. En este lugar la vida gira en torno en las Chinampas, herencia prehispánica en silenciosa lucha contra la absorción y la desaparición. A pesar de ser defeños, sus pobladores no se desarrollaron en función del horario y líneas del Metro, de las fábricas ni de los grandes escaparates; el tiempo ha transcurrido en razón de los cultivos de espinacas, de maíz, de flores; una cultura, una cosmovisión, una sociedad muy peculiar existió como entorno inmediato y está presente en la obra del autor de Quebrantagüesos.
Iniciado en la poesía en los talleres literarios impartidos por el maestro Carlos Illescas en 1977, publicó su primer libro, En alguna parte ojos de mundo en 1980. Desde este primer texto Rosas Galicia aborda un asunto que se irá convirtiendo en una obsesión en su obra: la búsqueda de las raíces en el pueblo, los ancestros (muertos y vivos) siempre presentes, los progenitores, la estirpe, son retomados en obras posteriores como Quebrantagüesos, Pájaro en mano y Naguales. A través de los mitos y personajes reconstruye la memoria colectiva del pueblo en las leyendas, el rumor de las iglesias y cantinas, en los rezos, en el lirio y el fango del recuerdo, en una genealogía no elegida, no siempre con afecto pero sí con la necesidad de ella.

## Obra Publicada
La influencia generacional y una peculiar conformación del entorno inmediato se reflejan e individualizan en la obra poética de Rolando Rosas Galicia, obra en la que el erotismo y la búsqueda de las raíces ancestrales constituyen obsesiones que definen un estilo. 

### Poesía
- En alguna parte ojos del mundo (1980) http://commons.wikimedia.org/wiki/File:En_alguna_parte_ojos_del_mundo_Liberta-Sumaria_1980.jpg
- Crónicas de San Jerónimo (1986)
- Carajo quebrantagüesos (1989) http://commons.wikimedia.org/wiki/File:Carajo_quebrantaguesos_El_Porvenir_1989.jpg
- Perversa flor (1990)
- Quebrantagüesos (1991)
- El pájaro y la paloma (1992)
- Herida cerrada en falso (1992) http://commons.wikimedia.org/wiki/File:Herida_cerrada_en_falso_Universidad_Autonoma_de_Queretaro_1992.jpg
- Caballo viejo (1995)[3]
- Quimeras (1996) http://commons.wikimedia.org/wiki/File:Quimeras_UACh_1996.jpg
- Morder el polvo (1998)
- Naguales (1999)
- Tres pies al gato (2001) http://commons.wikimedia.org/wiki/File:Tres_pies_al_gato_IPN_2001.jpg
- El ruido de la infancia (2006)
- Vagar entre sombras (2007)
- Caballo Viejo y otros poemas (2008)
- QUEBRANTAGÜESOS y otros poemas 1980 - 2010 (2012)
- Ojo por hoja (2012)
- El aro de los días

### Narrativa
- Libro de cuentos "Pájaro en mano" (1999)

### Compilaciones
- Cuestión personal: selección de poesía Latinoamericana (1992)
- El llamado del deseoso: cuentos para adolescentes (2000)
- Amores Chapingueros (2016)